# Светоній
Гай Светоній Транквілл (лат. Gaius Suetonius Tranquillus; близько 75 — 160) — римський історик, письменник, науковець-енциклопедист, особистий секретар імператора Адріана, найбільш відомий збіркою біографій «Життя дванадцяти цезарів» латинською мовою. Інші твори Светонія збереглися лише фрагментарно. Жив за часів римських імператорів Доміціана, Нерви, Траяна і Адріана.
Замість звичайного для жанру перерахування військових походів і державних реформ імператорів Светоній збирав анекдоти з життя правителів, описував їхню зовнішність, звички, подробиці особистого життя. До «Життя дванадцяти цезарів» сходять найбільш розхожі мотиви і сюжети, пов'язані з римськими імператорами (кінь Калігули, акторські вправи Нерона, вирази Веспасіана на кшталт «гроші не пахнуть», Тіта «друзі, я втратив день» тощо). Светоній навмисно писав простою і сухою мовою, але попри це, був дуже популярний у латинській літературі: зібрані ним відомості часто цитувалися, а його описам імператорів нерідко наслідували. У Новий час «Життя дванадцяти цезарів» і «Порівняльні життєписи» Плутарха стали найпопулярнішими збірками історичних біографій.

## Біографія
Светоній походив зі стану вершників. Його предки не обіймали високих посад, і про них відомо тільки з творів самого письменника. Дід Светонія мав якісь зв'язки при імператорському дворі: в біографії Калігули згадується, що він знав про справжню причину спорудження мосту завдовжки в три тисячі шістсот кроків у Неаполітанській затоці від довірених придворних. Батько письменника, Светоній Літ, був військовим трибуном у XIII легіоні, до 67 року розквартированому у Верхній Германії, потім у Паннонії, а з 68 року — в Італії. Під час громадянської війни 69 року легіон виступив на стороні Отона, але в битві біля Кремони зазнав поразки від військ Вітеллія. Відомо, що після цієї битви Вітеллій замінив офіцерів у XIII легіоні своїми прихильниками, а тих, хто програв, відправив на будівництво амфітеатру в Кремоні.
Точна дата народження Светонія невідома. У XIX столітті Теодор Моммзен вважав, що він народився в 77 році, але потім цю версію було відкинуто, і народження письменника стали датувати ранішим часом. Якщо Моммзен відштовхувався від дати трибунських повноважень (приблизно 101 рік), які Пліній Молодший випрошував у Нератія Марцелла для Светонія, то згодом дату народження письменника почали виводити на підставі непрямого свідоцтва про його вік. У біографії Нерона письменник повідомляє, що приблизно в 88-89 роках, коли з'явився самозванець, який видавав себе за Нерона, він був молодою людиною. На підставі цього свідоцтва і будуються припущення про дату народження письменника: від року появи Лже-Нерона віднімається приблизно 20 років. При описі раніших подій правління Доміціана Светоній описує свій вік й іншим словом (лат. adulescentulus — зменшувальне від adulescens, «зовсім молода людина»), проте точна дата цієї події не може бути встановлена. За допомогою свідоцтва про Лже-Нерона французький дослідник Альсід Масі відніс народження Светонія до 69 року, Крістофер Джонс — до періоду між 67 і 72 роками, С. І. Соболевський обережно висловлювався за 69 або 70 рік, хоча і вказував на невизначеність трактування слова adulescens. Рональд Сайм припустив, що письменник міг народитися в 70 році, а також висловив гіпотезу, що Светоній Літ дав новонародженому когномен Транквілл (лат. Tranquillus — спокійний, мирний) на честь закінчення громадянської війни і воцаріння Веспасіана. Однак автор монографії про Светонія Баррі Болдуін заперечував проти датування 69 або 70 роками, хоча і визнавав цю версію найпоширеною. Проти датування 69 роком висловлювався й історик Генрі Сандерс, який вказував на малоймовірність знаходження дружини Светонія Літа в прикордонному військовому таборі; замість цього американський дослідник пропонував 70 або 71 рік. М. Л. Гаспаров вважав, що Светоній народився на початку 70-х років, і писав, що Пліній був старшим за нього приблизно на десять років. Зустрічається і датування народження письменника початком 60-х років. Таким чином, народження Светонія датують між 61 і 77 роками, але частіше за все — між 69 і 71 роками.
Як місце народження Транквілла іноді називають Гіппон (лат. Hippo Regius) у Північній Африці, хоча поширена і версія про його народження в Римі. У середині XX століття в Гіппоні було виявлено напис із згадкою Светонія, що послужило підставою для зв'язку народження Транквілла з цим містом. Однак у Північній Африці відомий всього один носій номена «Светоній» крім Транквілла, а частіше за все цей номен зустрічається в околицях колонії Пізавр (сучасний Пезаро в області Марке в Італії). У фрагментарно збереженій біографії поета Луція Акція Светоній говорить про його походження з Пізавра, і Рональд Сайм вказує на цю ремарку як на можливу особливу увагу Транквілла до земляка. Дитинство і юність Светонія, ймовірно, пройшли в столиці. Як і більшість дітей свого кола, Светоній, мабуть, закінчив граматичну та риторичну школу.
У молодості Светоній познайомився з видатним інтелектуалом Плінієм Молодшим, який йому допомагав. Транквілл листувався з Плінієм, меншою мірою, з 97 року (збереглися кілька листів Плінія до Светонія і згадки про нього в інших листах). Можливо, він був наставником Светонія — одного разу він назвав Транквілла словом, яке позначає учня, який живе з майстром під одним дахом; проте, наприклад, С. І. Соболевський розуміє слова Плінія по-іншому: вони разом вчилися у одного майстра. Хай там що, Светоній увійшов у гурток Плінія, який відігравав велику роль у культурному житті Риму. У цьому гуртку письменник міг познайомитися з найбільшими інтелектуалами межі I—II століть — зокрема, з істориком Публієм Корнелієм Тацитом. Светоній міг контактувати і з відомим біографом Плутархом, який неодноразово відвідував Рим наприкінці I — початку II століття. Ймовірно, у двох біографів були спільні знайомі: деякі з друзів Плутарха були близькі до гуртка Плінія Молодшого.
З листів Плінія відомо, що близько 97 року Светоній займався адвокатською практикою, самостійно ведучи справи, а також викладав риторику. 101 року Пліній виклопотав у Нератія Марцелла трибунські повноваження для Светонія, що зазвичай означало початок політичної кар'єри, але в останній момент біограф відмовився від уже отриманої посади і попросив влаштувати на неї свого родича Сільвана. Можливо, це було пов'язано з небажанням Светонія на кілька років їхати до Британії, куди повинен був вирушити Марцелл з новим трибуном. Тоді ж Транквілл завів знайомство з міським префектом, впливовим Гаєм Септіцієм Кларом і пізніше присвятив йому свої знамениті біографії римських імператорів. Приблизно в 112 році Пліній просив у імператора Траяна почесне «право трьох дітей» лат. (Ius trium liberorum) для Светонія. «Право трьох дітей» дозволяло власникові уникати деяких покарань і мати переваги при занятті різних почесних посад. Імператор задовольнив прохання, хоча письменник, за словами Плінія, був «нещасливий у шлюбі» (можливо, не мав дітей). Приблизно в цей же час Траян ввів Транквілла і в число «обраних суддів» (лат. Iudices selecti), які в той час володіли виключним правом ставати присяжними. Крім того, Светоній став членом двох невеликих жрецьких колегій (flamen sacerdotalis і pontifex Volcanalis). Про останню жрецьку колегію в честь Вулкана в Римі нічого не відомо, однак вона існувала в Остії.
Іноді припускають, що в 110—112 роках письменник перебував у провінції Віфінія разом з Плінієм, її намісником. Існує припущення про перебування Светонія в Германії та Британії: він стверджував, що на честь Тита в цих провінціях споруджено багато статуй і написів.
Дата літературного дебюту Транквілла невідома. Близько 105 року Пліній в листі до Светонія вмовляє його опублікувати якийсь великий твір, який той не поспішав оприлюднити. Припускають, що йшлося про твір «Про знаменитих людей» (або «Про знаменитих мужів»; лат. De viris illustribus).
На початку правління Адріана, приблизно в 119 році, Светоній почав роботу в імператорській канцелярії на посаді завідувача листами (секретаря, який відав імператорською кореспонденцією, — Ab epistulis); також він наглядав за публічними бібліотеками (лат. a bybliothecis) і брав участь в роботі канцелярії по вченим справах (лат. a studiis) (припускають, що ці посади він обіймав по черзі). Втім, допускається і піднесення Светонія ще в правління Траяна. З вірша Стація відомо про характер роботи Светонія: секретар ab epistulis розсилав накази правителя по всій імперії, займався призначеннями багатьох офіцерів і скликав усіх призначених осіб; до нього надходили всі новини від легіонів і допоміжних військ, відомості про важливі події для господарства (розлив Нілу, дощі в Північній Африці) й інша важлива інформація. До обов'язків секретаря входило не тільки знайомство з усією вхідною кореспонденцією, а й складання листів від імені імператора в належній формі, через що секретарями зазвичай ставали талановиті літератори. Важлива для імператорів посада дуже добре оплачувалася, й імператорський секретар міг дозволити влаштувати своїй померлій дружині розкішний похорон і встановити їй пам'ятник, який був подібний до палацу. Секретар a studiis був імператорським радником з літературних питань і, ймовірно, завідував його особистою бібліотекою. Однак уже в 121 або 122 році Адріан, перебуваючи в Британії, відправив у відставку безліч посадових осіб, серед яких були Светоній і Септіцій Клар (останній до цього часу став командиром преторіанської гвардії). Приводом для чищення своєї адміністрації імператор обрав чутки про недостатньо шанобливе ставлення придворних до своєї дружини Сабіни. Втім, реальною причиною опали Светонія і його колег іноді називається бажання Адріана позбутися людей Траяна серед своїх наближених; існує і версія про те, що Светоній став жертвою придворних інтриг.
Про життя письменника після опали і про час його смерті нічого невідомо. Іноді один фрагмент біографії Тіта інтерпретують як свідчення того, що близько 130 року Светоній був живий, а часом роки життя письменника доводять до 160 року. Транквілл записав чутки, що єдиним вчинком, про який перед смертю журився імператор Тіт, був любовний зв'язок з Доміцією Лонгіною. Ґрунтуючись на характері згадки про Доміції, Рональд Сайм припустив, що на момент написання біографії Тіта вона вже була мертва. Дата її смерті невідома, проте за непрямими свідченнями її відносять до проміжку між 123 і 140 роками. Втім, сучасні дослідники оцінюють цю гіпотезу як дуже хитку.

## «Життя дванадцяти цезарів»

### Огляд
Твір «De vita Caesarum», відомий під назвою «Життя дванадцяти цезарів» (буквально «Про життя цезарів»), — збірник біографій римських правителів від Гая Юлія Цезаря (100-44 роки до н. е.) до Доміціана (51-96 роки н. е.). Светоній відмовився від звичайного для біографічного жанру перерахування військових походів і державних реформ. Замість цього в біографіях зібрані анекдоти з життя правителів, описуються їхня зовнішність, звички, подробиці особистого життя. Проте, робота є важливим історичним джерелом і цінною літературною пам'яткою. Твір складається з восьми книг: правителям від Цезаря до Нерона присвячено по одній книзі, книга VII описує Гальбу, Отона і Вітеллія, книга VIII — Веспасіана, Тіта і Доміціана. Твір зберігся практично повністю.
Мета створення збірки невідома. Виділяється п'ять припущень про цілі Светонія:
1. визначення стилю правління нового імператора за зразками попередників;
2. вирішення питання, чи є людські пороки вродженими або набутими;
3. створення повчального твору для Адріана;
4. зображення імператорів як правителів і діячів культури;
5. антикварний інтерес до звичаїв минулого.

### Датування. Особливості творів
Датування «Життя дванадцяти цезарів» зазвичай ґрунтується на посвяченні твору командиру преторіанської гвардії Септіцію Клару, що відомо завдяки візантійському антикварові VI століття Іоанну Ліду (початок збірки біографій не зберігся). Септіцій Клар обіймав цю посаду в 119—121/122 роках і потрапив в опалу одночасно зі Светонієм, ще одним наближеним Адріана. Однак частину відомостей Светоній, найімовірніше, почерпнув з імператорських архівів, до яких він міг мати доступ тільки в роки роботи в імператорської канцелярії, і тому дату остаточної редакції і публікації нерідко відносять до 121 року. Деякі дослідники відштовхуються ще й від можливості використання Транквіллом написаних в 110-х або на початку 120-х років «Анналів» Публія Корнелія Тацита, хоча Светоній міг лише використовувати ті ж джерела, що і Тацит. Таким чином, найбільш поширеною є версія про публікацію твору між 119 і 122 роками.
Втім, існує і припущення, що «Життя дванадцяти цезарів» публікувалася частинами. Ця гіпотеза ґрунтується на вивченні лексики автора в різних біографіях і на присутності різних джерел. Так, в двох перших по порядку біографіях нерідко згадуються або цитуються різні документи, але особливо часто — особисте листування Октавіана Августа. У життєписах Тиберія, Калігули і Клавдія також зустрічаються витяги з кореспонденції саме цього імператора. Пізніше Светоній лише один раз використовує імператорське листування — при описі життя Нерона, але цей лист, можливо, взято з іншого джерела. Єдності в питанні, які біографії могли бути опубліковані раніше інших, немає: найранішими називають як біографії Цезаря та Октавіана, так і останні шість біографій (від Гальби до Доміціана). На користь останнього варіанту свідчить відносна стислість цих шести біографій, а також оцінна думка про те, що життєписи Цезаря й Августа могли бути написані тільки досвідченим біографом. Рональд Сайм запропонував пізнє (після 123 року) датування біографії Тіта. На його думку, книги VII і VIII (останні шість біографій) були додані до перших шести біографій пізніше. Навпаки, Трістан Пауер датує «Про знаменитих людей», перший твір Гая, часом між 105—106 і 110 роками. Через раннє завершення першої роботи Светоній, на думку сучасного дослідника, мав у своєму розпорядженні достатній термін для ґрунтовної підготовки «Життя дванадцяти цезарів», внаслідок чого в 119—122 роках була опублікована завершена робота.
Існують й інші думки про причини відмінностей між першими і останніми біографіями. Так, французький дослідник Альсід Масі припустив, що Светоній з якихось причин не завершив свій головний твір, але все ж оприлюднив його. На його думку, римський біограф або опублікував свій твір достроково під впливом Септіція Клара (подібно до того, як у відомому листі Пліній умовляв його видати якийсь інший твір), або просто втратив інтерес до написання біографій і опублікував їх в незакінченому вигляді. Ці гіпотези частково пояснюють, чому історик не використав відомі листи Тіта і заповіт Веспасіана. Висловлюються й інші гіпотези: наприклад, Адріан міг дозволити своєму секретарю використовувати архівні матеріали лише про життя Октавіана Августа, але потім він міг заборонити йому доступ в імператорський архів за іншими документами. Франческо делла Корте висловив інше недоказове припущення: на його думку, після того як Светоній закінчив дослідження кореспонденції Августа, він звернувся не до листів наступних імператорів, а до спогадів свого діда і батька, а також до чуток, відомих йому самому. Можливо, значну частину свого твору Транквілл написав уже після опали (можливо, в Гіппоні) й тому не міг мати доступу до імператорських архівів. Нарешті, існує припущення, що листування Августа було опубліковане цілком, і Светоній міг користуватися ним, не відвідуючи для цього архіви. Це припущення ускладнює датування всієї збірки біографій. Відомо, що листи Августа використовували деякі римські літератори, хоча зі слів Квінтиліана передбачалася недоступність цих листів для широкої публіки. Однак в біографії Августа Светоній згадує, що особисто вивчав почерк цього імператора.

### Светоній про християнство
У біографії Клавдія Светоній залишив одну з найбільш ранніх згадок про Ісуса Христа і про християн у світській літературі.
Попри те, що свідчення Светонія про християнство в силу своєї стислості має невизначений характер, дослідники зверталися до нього неодноразово. Неясна причина заворушень, їхній характер. Можливо, це була реакція юдеїв на рішення Єрусалимського собору про те, що язичникам, зверненим до християнства, необов'язково дотримуватися Моїсеєвого закону.
Згадуваний Светонієм Хрестос, як правило, ототожнюється з Ісусом, оскільки написання «Хрестос» через «e» було поширене в латиномовному середовищі як з фонетичних причин, так і в силу традиції, яка існувала ще й в IV столітті (це написання критикував Лактанцій). У I—II століттях в Римі були краще обізнані з ім'ям Χριστός (Christos), а з популярним серед рабів і вільновідпущеників ім'ям Χρήστος (Chrēstos в класичній давньогрецькій вимові), яке мало значення «хороший, добрий, щасливий, порядний, лагідний, корисний». Для людини, яка не знайома з юдаїзмом і християнством, ім'я Христос позначало або медичного працівника («службовець для натирання цілющою маззю»), або штукатура, і тому через незнання Светоній міг замінити невідоме йому ім'я добре відомим. У біографії Нерона римський письменник згадував вигнання християн з Риму, причому слово «християни» він пише через «i».
Відмінності в написанні можуть свідчити як про незнання Светонієм зв'язків між християнством і юдаїзмом, між «Хрестом» і християнством, так і про прямування помилкового написання в джерелі (наприклад, в документах з імператорських та сенатських архивів або звітів префекта).
Крім того, поширеність імені Хрестос дає підстави окремим дослідникам припускати, що згадана Светонієм людина могла бути зелотським проповідником і організатором повстань євреїв у Римі (втім, ця гіпотеза не дуже популярна і піддається критиці).
Описану Светонієм подію найчастіше датують 49-52 роками або одним лише 49 роком, хоча зустрічаються й інші датування.
В епоху найбільшого впливу міфологічної школи наприкінці XIX — середині XX століття науковці часом заперечували автентичність розповіді Светонія. Зокрема, С. І. Ковальов припускав, що його свідчення — це вставки середньовічних переписувачів, а загалом його відомості надто уривчасті та невизначені для однозначних висновків про раннє християнство. Втім, в своїх пізніших роботах радянський історик визнав справжність фрагмента Транквілла.

## Інші твори
Добре відомий й інший твір Светонія — «Про знаменитих людей» (або «Про знаменитих мужів»; лат. De viris illustribus). Цей збірник біографій відомих діячів римської культури складався з п'яти розділів: життєписів поетів, ораторів, істориків, філософів, а також граматик і риторів. Вважається, що цей твір було завершено і видано раніше, ніж «Життя дванадцяти цезарів» — в 106—113 або в 105—114 роках, але можлива і більш пізня дата публікації.
Розділ «Про знаменитих людей», де викладається історія граматики і риторики в Римі, оцінюється по-різному. На думку М. М. Покровського, він свідчить про добре знайомство автора з літературою і її дослідженнями, однак в «Історії римської літератури» під редакцією Н. Ф. Дератані судження Светонія характеризуються як поверхневі. Цей твір зберігся фрагментарно, а загальне число біографій могло доходити до ста.
Крім того, у візантійській енциклопедії «Суда» зберігся список творів Транквілла, жоден з яких не дійшов до наших днів цілком. Це:
- Про відомих гетер;
- Про царів;
- Про Рим (звичаї; римський рік; римські свята, та одяг);
- Про ігри греків (зберігся в пізньому переказі);
- Про громадські посади;
- Про твір Цицерона «Про державу»;
- Про людей (Про тілесні недоліки);
- Про визначення часу;
- Про природу речей;
- Про грецькі лайливі слова (зберігся в пізньому переказі);
- Про різні граматичні питання;
- Про знаки в рукописах[39].

Деякі з них, можливо, були написані грецькою, хоча достовірно встановити це неможливо. Іноді припускають, що значна частина цих робіт входила до складу великої праці Prata.

## Стиль творів

### Особливості мови
Мова Светонія характеризується як ясна, проста і рівною мірою віддалена від двох популярних напрямків риторики межі I і II століть — штучної архаїзації мови і «нового стилю». Його відмова від ретельної стилізації своєї мови ішла врозріз із традиціями розвиненої античної історіографії. Більш того, особливості стилю і характеру роботи дозволяють деяким сучасним дослідникам припускати, що за античними уявленнями Светоній зовсім не вважався істориком.
Стилістичної єдності у Транквілла не спостерігається навіть у межах одних і тих самих біографій, однак існує чимало рис, властивих всім його творам. Так, прагнення Светонія до стислості викладу відзначали ще античні автори. Ряд сучасних науковців виявив у нього ознаки сухого ділового стилю, який несе відбиток роботи в імператорської канцелярії, хоча в його творах зустрічаються деякі риси, властиві тільки художній прозі «срібного століття» і античній поезії. Загалом Светоній вважається автором, чужим до римських риторичних традицій, через що художні достоїнства окремих епізодів іноді вважаються наслідком списування з першоджерел.
Граматика творів Светонія має ряд специфічних рис. Історик віддав перевагу конструкціям із сурядним зв'язком і з прикметниковими зворотами, а також рідко застосовував сполучники. У його промові багато зайвих синонімів (плеоназмів): наприклад, «спільник і співучасник», «істина і правда», «члени і частини імперії», «хитрістю і підступністю», «переконує і перестерігає» і так далі. Іноді одну й ту саму думку Светоній висловлював за допомогою і позитивного, і негативного зворотів: наприклад, «даром і без будь-якої плати», «чоловіка і ще не вдівця». Іноді автор використовував на місці конкретних іменників абстрактні: наприклад, «шлюби» в значенні «одружені жінки», «дружби і приязні» в значенні «друзі і приятелі». Крім того, він нерідко замінював дійсний спосіб дієслова умовним, активно використовував похідні слова і прийменникові конструкції.
Лексика Светонія також має деякі особливості. Уникаючи стилізації мови під старовину, він відмовився від застарілих слів, які активно використовували письменники-сучасники. Чимало в його промові грецьких слів, використання яких було нехарактерним для римської історіографії. Зокрема, саме грецькою Светоній записав звернення вмираючого Цезаря до Брута. Від творів інших римських істориків Светонія відрізняють часте використання спеціальних термінів і активне цитування документів.
Помітною особливістю стилю Светонія є його звичай починати розповідь про будь-яке явище в житті описуваного правителя зі слова, яке характеризувало б тему розповіді: так, в життєписі Цезаря глава, яка починається зі слова «Битви», розповідає про те, як Юлій Цезар поводився під час битви, які основні тактичні прийоми застосовував; глава, яка починається зі слова «Провини», описує його ставлення до солдатів, які провинилися. Закінчуються його фрази, як правило, дієсловами.
Сам Транквілл в своїх творах зі схваленням висловлювався про стилі Октавіана Августа, Марка Туллія Цицерона і Гая Юлія Цезаря. На думку С. І. Соболевського, Светоній неодноразово озвучував думки описуваних осіб (перш за все Августа) про мову і стиль, які збігалися з його власними.

### Особливості викладу
Светоній — прихильник розташування фактів з життя описуваного імператора не за хронологією, а за тематичними рубриками. Принципи побудови біографій єдині для всіх з них. У стислому вигляді їхня структура така: життя до приходу до влади; особливості правління; особисте життя; смерть і поховання. При цьому хронологічна послідовність дотримана тільки в розділі про життя до початку правління. Біографія Отона має найменше число рубрик — 10, біографії Цезаря й Августа мають найбільшу кількість рубрик — 22. Іноді історик міняє розділи місцями: наприклад, опис зовнішності та статури Клавдія знаходиться серед перерахуванням його вад, а відповідний опис Нерона розташований після розповіді про його смерть. Хоча іноді висловлюється припущення, що зразком для рубрик Светонія послужили «Діяння божественного Августа» — автобіографія першого римського принцепса, сучасні дослідники бачать в подібній структурі роботи проходження римської традиції. На думку Міхаеля фон Альбрехта, на сувору структуру творів Светонія вплинула його робота викладачем словесності, в завдання якого входило навчання аналізу текстів.
Особливості структури «Життя дванадцяти цезарів» були помічені давно. 1901 року німецький філолог Фрідріх Лео припустив, що в епоху еллінізму в античному світі склалися два типи біографій. Біографії першого типу структурували матеріал у хронологічній послідовності подій, а життєписи другого типу розподіляли відомості за темами. Біографії першого типу описували політиків і полководців, а другого («александрійські біографії») — філософів і письменників. На думку німецького дослідника, Светоній в «Житті дванадцяти цезарів» став першим, хто застосував традиції другого типу біографій до державних діячів (сучасні історики літератури більш обережні у висновках: вже у Корнелія Непота не завжди дотримано хронології). Втім, сам жанр біографії був для Риму досить новим: першими відомими римськими біографами були Корнелій Непот (писав біографії полководців і правителів) і Марк Теренцій Варрон (створював «александрійські біографії»).
Застосування іншої схеми виразилося не тільки у відмові від хронології, а й, наприклад, у відмові від моралізаторського тлумачення фактів, характерного для Плутарха — іншого відомого біографа цього часу. Крім цього, римський письменник прагнув до пошуку причин явищ або до побудови узагальнень, але до оцінки подій. Тому Светоній відмовився від зіставлення фактів один з одним і, навпаки, прагнув до їхньої ізоляції, щоб читач міг дати їм власну оцінку. Крім того, в «Житті дванадцяти цезарів» позитивні та негативні якості та вчинки імператорів, як правило, розмежовуються, а в біографії Нерона автор прямо говорить про цей розподіл. Скрізь, крім біографії Тіта, негативні оцінки слідують після позитивних.
Для відбору фактів для біографій імператорів характерна орієнтація на розкриття особистості правителя, а не на опис історичного контексту, тобто його правління. Виняток іноді робиться для найбільш важливих подій, але і серед них практично не згадуються інциденти в провінціях, а найбільша увага приділяється Риму і імператорському двору. Великі повстання і війни нерідко описуються тільки як привід для розповіді про цікаві події з життя імператорів. Як зазначає М. Л. Гаспаров, «не випадково з усіх військових затій імператорів найдокладніше описаним виявився похід Калігули в Галлію і Німеччину».
Різні біографії орієнтуються на різні жанрові форми і, як наслідок, використовують неоднакові виразні засоби: наприклад, біографія Тіта стилізована під панегірик, і в ній набагато більше епітетів і паралелізмів, ніж у схожій за обсягом біографії Отона.

## Політичні погляди
Светоній не говорить про свої політичні вподобання безпосередньо, але його висловлювання дозволяють схарактеризувати його як прихильника помірної монархії, яка стоїть поза політичними угрупованнями.
Светоній не дотримувався неупередженості в зображенні правителів, і різні імператори описані з різним ступенем підтримки або непідтримки. Найбільшою симпатією римського письменника користувалися Август (він «творець найкращого стану справ» і «правитель швидше корисний, ніж честолюбний»), Веспасіан і Тіт. Швидше позитивне його ставлення до Юлія Цезаря і Отона, дуже двоїсте — до Клавдія. Разом з тим деякі дії «поганих» імператорів Светоній повністю підтримує: наприклад, він хвалить Доміціана за боротьбу з перевищенням повноважень міськими магістратами і намісниками в провінціях.
У порівнянні з Тацитом, чиї політичні погляди вивчені краще, погляди Светонія мають ряд особливостей. Так, двох істориків відрізняє діаметрально протилежна оцінка імператора Отона. Светоній хвалить його, виступаючи як представник вершників, в той час як Тацит оцінює цього імператора негативно, висловлюючи точку зору сенаторів. Ще однією рисою, яка відрізняє Светонія від Тацита, є менш песимістичний настрій: зокрема, Транквілл наводить приклади людей, яких влада не розбестила (Август, Отон і Тіт).
Светоній був прихильником теорії «освіченої монархії», яка зародилася за його часів, тому він поділив імператорів на хороших і поганих. Вважає, що доля імперії цілком залежить від їхньої волі, вірить у божественне походження їхньої влади. Хороший імператор, на думку Светонія, шанобливо ставиться до Сенату, надає економічну допомогу широким верствам населення і дбає про добробут провінцій. Ідеальними правителями Светоній зображує Августа і Тіта.

## Вплив
Твори Светонія були популярні до V—VI століть серед граматиків і науковців, які нерідко надавали перевагу його свідченням про римські старожитності енциклопедичним роботам Марка Теренція Варрона за їхню стислість. Біографії правителів користувалися популярністю у публіки за інтригуючі подробиці і відсутність лестощів на адресу імператорів. «Життя дванадцяти цезарів» наслідували численні античні письменники: так, Марій Максим написав біографії імператорів від Нерви до Геліогабала (тобто з моменту, коли завершувалося виклад в біографіях Светонія). Його життєписи не збереглися, але вони використовувалися шістьма авторами життєписів імператорів, які високо цінували творчість Светонія і підкреслювали його правдивість.
Біографії письменників і поетів служили джерелом для Авла Геллія, Цензорина, Сервія Гонората, Макробія, Іоанна Ліда, Ісидора Севільського, а також Геннадія Массілійського і Ільдефонса Толедського. Його твори впливали на весь біографічний жанр: так, структура біографії Аврелія Августина авторства Поссидія Каламського схожа з принципами рубрикації у Светонія.
У середні віки Транквілл помітно вплинув на літературу каролінгського відродження. Так, Ейнгард склав біографію Карла Великого (лат. Vita Karoli Magni) за образом «Життя дванадцяти цезарів». Твір Светонія справив на Ейнгарда значно більший вплив, ніж житія святих — набагато більш поширений тип середньовічних біографій. У той же час придворний письменник не поділяв стриманого ставлення свого римського попередника до предмету, а всіляко прославляв Карла. Ерік (Ейріх) Осерський, учень Серватія Лупи, опублікував підбірку витягів зі Светонія, яка згодом стала популярною. Її використовував, зокрема, Іоанн Солсберійський. Інша відома добірка витягів зроблена в збірнику Faits des Romains давньофранцузькою мовою в середині XIII століття. Під помітним впливом Светонія перебував англійський історик початку XII століття Вільям Мальмсберійський. Був відомий Транквілл і у Візантії, а на Афоні збереглися епітоми (короткі витяги) праць про античні ігри і про давньогрецькі лайливі слова.
Найбільшою популярністю творчість римського письменника користувалася у Франції, і в 1381 році був зроблений перший переклад його творів французькою (переклад був задуманий спеціально для короля Карла V, але завершений вже після його смерті). У XIV столітті його роботи стали добре відомі і в Італії: так, він був одним з улюблених авторів Петрарки (він називав Светонія достовірним і цікавим), якому належало кілька рукописів творів римського автора. Джованні Бокаччо активно використовував його біографії як історичне джерело; зберігся манускрипт з витягами зі Светонія, зроблений рукою італійського письменника. Популярність Светонія виросла в епоху Відродження, і його роботи активно видавали після винаходу книгодрукування: вже в 1470—1500 роки було випущено 15 видань. Ще в 1446 році антиквар П'єр Кандідо Дечембріо переклав біографію Цезаря на італійську мову і під її впливом написав життєпис одного з правителів Мілана з роду Вісконті, а через сто років гуманіст Паоло Джовіо створив серію з дванадцяти біографій усіх правителів Мілана з цього роду. Наслідували Светонія історики Адріан Барланд, Антоніо де Гевара, Педро Мехія.
Завдяки зростанню популярності Транквілла зображення дванадцяти римських правителів стали популярні й в образотворчому мистецтві. На початку XVI століття англійський канцлер кардинал Томас Уолсі замовив для Хемптон-корту теракотові медальйони з портретами дванадцяти цезарів. Серію з дванадцяти портретів імператорів Федеріко II Гонзага, герцог Мантуї, замовив відомому художнику Тиціанові. Згодом ці картини потрапили до англійського короля Карла I, потім до іспанського королівського двору, але в 1734 році пожежа знищила всі дванадцять портретів.
Філософ Хуан Луїс Вівес високо цінував Светонія і в своїх педагогічних трактатах рекомендував вивчати його творчість. 1576 року винахідник, математик і лікар Джироламо Кардано написав автобіографію, в якій застосував структуру життєписів римського автора. На рубежі XVI і XVII століть Жан Боден, Марк Антуан Мюре, Юст Ліпсій і Бен Джонсон нерідко посилалися на твори Светонія в дискусії про прозу латинською мовою і національними мовами. Мішель де Монтень цитував Светонія більше 40 разів. Був добре знайомий з роботами Транквілла Вільям Шекспір. Саме під впливом «Життя дванадцяти цезарів» з'явилася відома фраза шекспірівського Цезаря «І ти, Бруте».
Хоча «Життя дванадцяти цезарів» і фрагменти «Про знаменитих мужів» у XVIII столітті були добре відомі читачам, Светонія дуже мало вивчали в школах. Як правило, з жанром біографії асоціювався вже не він, а Плутарх.
Починаючи з рубежу XVII і XVIII століть на оцінку спадщини Светонія мав великий вплив філософ П'єр Бейль. У своєму «Історичному і критичному словнику» він присвятив римському автору окрему статтю, в якій називав його зразком прямоти, щирості та неупередженості, а також звертав увагу на відсутність самоцензури: він розповідав про все, без страху і оглядки на громадську думку і позицію імператорів. Згодом погляди Бейля поширилися в Європі — зокрема, аналогічні думки про римського історика висловлювали філософ Жан-Жак Руссо, історик Едвард Гібон, письменник і критик Жан-Франсуа де Лагарп і перекладач Транквілла англійською Джон Кларк. Останній вважав Светонія дуже корисним істориком. Гібон також дотримувався думки про правдивість і неупередженість римського біографа і вказував на відоме зауваження, що біографії філософів Діогена Лаертського і імператорів Светонія набагато більш правдиві, ніж житія святих і мучеників. 1771 року де Лагарп заявляв про нейтральність Светонія в передмові до свого перекладу «Життя дванадцяти цезарів» французькою мовою (за вільне поводження з текстом цей переклад різко критикували знавці латини). У творі «Еміль, або Про виховання» Руссо журився про відсутність в його час авторів, які б писали про правителів прямо, без лестощів і замовчувань. У той же час Вольтер не поділяв таких поглядів і в листі до де Лагарпа писав про розчарування його рішенням перекласти Светонія — нудного письменника, сумнівного анекдотиста.
У XIX столітті Светонія переважно оцінювали критично: історики з підозрою ставилися до його повідомлень, а філологи зневажливо відгукувалися про його стиль. Характерною була оцінка Едуарда Нордена: німецький дослідник удостоїв Транквілла лише виноски в «Античній художній прозі» з короткою характеристикою «Светоній пише безбарвно». Енциклопедичний словник Брокгауза і Ефрона характеризував «Життя дванадцяти цезарів» як «дуже слабкий з літературної точки зору твір, позбавлений психологічної тонкості і політичної далекоглядності», хоча при цьому визнавав його історичну цінність. Наразі негативна оцінка творчості Светонія подолана, і його вважають творцем римської форми біографії.

## Стан збереження творів. Рукописи. Видання
До XXI століття «Життя дванадцяти цезарів» збереглися практично повністю. Втім, жоден з рукописів, включаючи найраніші, не має передмови і початку біографії Гая Юлія Цезаря з історією роду Юліїв, обставинами народження майбутнього диктатора, його дитинством і звичайним для античної літератури перерахуванням ознак. У VI столітті візантійський антиквар Іоанн Лід користувався копією з присвятою Септіцію Клару, але в рукописи IX століття посвяти вже немає. За деякими оцінками, загублений фрагмент міг бути досить значним — до 16 рукописних сторінок. У ньому Светоній міг розповісти також про свої наміри, обґрунтувати важливість своєї праці й вказати на оригінальність роботи.
Найдавніший збережений рукопис творів Светонія належить до IX століття. Він умовно знаний як «Codex Memmianus» і створений близько 840 року в Турі. Однак ще раніше в Фульдському монастирі існував й інший рукопис. Близько 844 року його хотів отримати для своїх досліджень антиквар Серватій Луп, абат монастиря Ферьєр, але йому надіслали копію. Можливо, Фульдський манускрипт був джерелом (архетипом) для всіх наступних копій «Життя дванадцяти цезарів». Вважається, що саме цим кодексом близько 818 року користувався Ейнхард для складання біографії Карла Великого. Інші рукописи були зроблені значно пізніше. Зокрема, в XI столітті був створений манускрипт «Gudianus 268 Guelferbytanus», або «G», в XI або XII століттях — «Vaticanus 1904», або «V», в XII столітті — «Codex Laurentianus 68, 7» і «Codex Parisinus 6116». Рукописи творів Светонія ділять на чотири групи за характерними особливостями прочитання різних фрагментів. Ці різночитання сходять до невеликого числа джерел (архетипів).
Інша доля спіткала інші праці письменника. Не збереглася велика частина твору «Про знаменитих людей», а чимало інших робіт Транквілла відомі тільки за назвами (повний їхній перелік залишився у візантійській енциклопедії Суда) або збереглися в незначних фрагментах. Найбільший фрагмент праці «Про знаменитих людей» зберігся в рукописі «Codex Hersfeldensis» з монастиря Герсфельд, про яку дізнався близько 1425 року гуманіст Поджо Браччоліні. Основну частину манускрипту становили малі твори Публія Корнелія Тацита — «Агрікола», «Германія» і «Діалог про ораторів»; на тексті праці Транквілла рукопис обривався. Після того, як з манускрипту зробили близько 20 рукописних копій, про нього нічого не відомо. При цьому приналежність фрагмента Светонію була визнана не відразу. Найвідоміші манускрипти, скопійовані з «Codex Hersfeldensis»: «V» (Codex Vaticanus, 1862), «L» (Codex Leidensis (Perizioanus)), «N» (Codex Neapolitanus (Farnesianus)), «O» (Codex Ottobonianus, +1455), «G» (Codex Gudianus, 93), «I» (Codex Vaticanus, 1518), «W» (Codex Vindobonensis, 711).
Мабуть, відомості про «Про знаменитих людей» активно залучав Ієронім Стридонський — завдяки йому можливо частково відновити імена людей, про яких писав Светоній. Крім того, біографії письменників та поетів з роботи Транквілла часто цитували античні граматики. Ними нерідко передували видання творів Теренція, Вергілія, Горація, Персія, Лукана і інших, але при цьому скорочували або розширювали. Через це приналежність деяких приписуваних Светоній фрагментів спірна. Висловлюється припущення, що жоден із фрагментів не зберігся в тому вигляді, в якому був написаний спочатку. Збереглася також біографія Плінія Старшого з розділу про істориків (всього Светоній створив біографії шести істориків починаючи з Саллюстія).
У монастирях Афона збереглися перекази (епітоми) робіт Светонія про античні ігри і про давньогрецькі лайливі слова.
Незабаром після винаходу друкарства твори Светонія почали активно публікуватися. Перші два видання «Життя дванадцяти цезарів» вийшли в 1470 році (обидва — в Римі), а вже в 1471 році у Венеції було надруковано і третє. В основі перших публікацій Светонія лежали пізні копії (рукописи четвертої групи).
У 1713 році почав роботу над новим критичним виданням текстів Светонія відомий філолог Річард Бентлі, але в 1719 році відмовився від цієї ідеї. Сучасні видання тексту «Життя дванадцяти цезарів» ґрунтуються на критичному тексті К. Л. Рота, випущеному в 1858 році і заснованому на порівнянні всіх рукописів. Роботи римського історика активно переводилися на сучасні мови: зокрема, перший переклад на англійську мову видав в 1606 році Філемон Голланд, в 1717 році інший переклад випустив Джейбс Г'юз, а вже в 1732 році вийшов переклад Джона Кларка.
Твір «Про знаменитих людей» довгий час видавався частинами. Малі уривки з роботи «Про знаменитих людей» вперше надрукував Антоній Гриф у 1566 році в Ліоні. Над вивченням всіх збережених рукописів працював Макс Їм, але він помер, не встигнувши завершити видання другого тому «Про граматиків і риторів».